# 1759 w literaturze
Wydarzenia literackie w 1759 roku.

## nowe książki

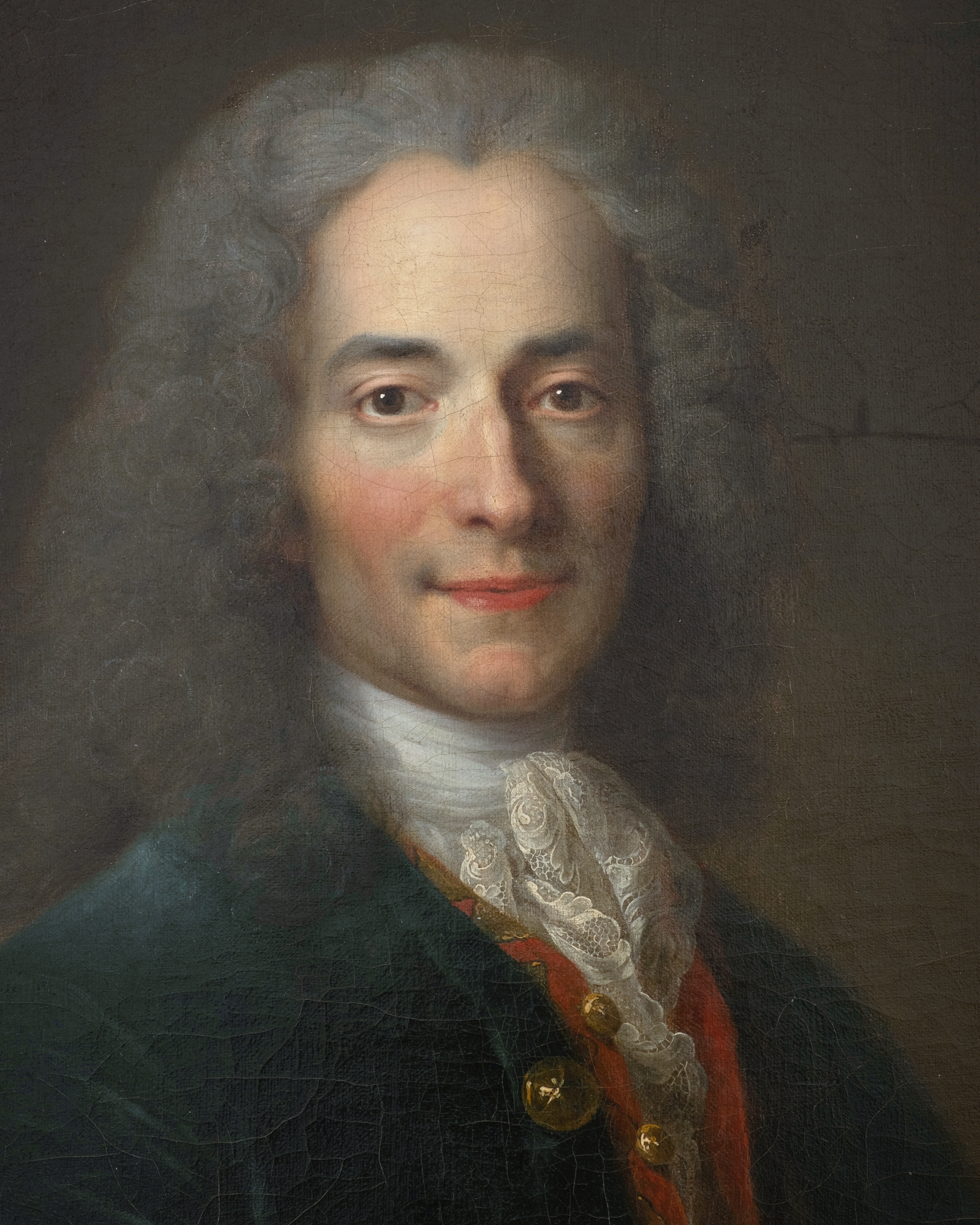
Voltaire

- Voltaire – Kandyd

## Urodzili się
- 25 stycznia – Robert Burns, szkocki poeta (zm. 1796)[1]
- 29 marca – Alexander Chalmers, szkocki wydawca i pisarz (zm. 1834)